# Peromyia gotohi
Peromyia gotohi är en tvåvingeart som beskrevs av Jaschhof 2001. Peromyia gotohi ingår i släktet Peromyia och familjen gallmyggor. Inga underarter finns listade i Catalogue of Life.